# Zeugites hintonii
Zeugites hintonii là một loài thực vật có hoa trong họ Hòa thảo. Loài này được Hartley miêu tả khoa học đầu tiên năm 1941.